# Saint-Michel (Montréal)
Pour les articles homonymes, voir Quartier Saint-Michel et Saint-Michel.
Saint-Michel est une ancienne ville de l'île de Montréal devenue un quartier après son annexion à Montréal le 24 octobre 1968. Son nom fait référence au boulevard Saint-Michel, une de ses principales artères.

## Géographie
Son territoire fait aujourd'hui partie de l'arrondissement Villeray–Saint-Michel–Parc-Extension. 
Le quartier Saint-Michel est délimité au sud-ouest par l'avenue Papineau et la rue d'Iberville, au nord-est par la 25e avenue, la rue Jarry Est et la 24e avenue, au sud-est par la rue Bélanger et l'Autoroute 40 et au nord-ouest par la voie ferrée ligne Mascouche. Il est divisé en trois voisinages: Sud (23 360 habitants), Ouest (21 930 habitants) et Est (11 130 habitants).
Le voisinage Sud est délimité par la rue Bélanger au sud, la rue Iberville à l’ouest, la rue Jarry au nord et Saint-Léonard à l’est. Le voisinage Est est délimité par le Boulevard Pie-IX à l’ouest, la rue Jarry au sud, Montréal-Nord au nord et Saint-Léonard à l’est. Le voisinage Ouest est délimité par la rue Jarry au sud, la rue Papineau à l’ouest, la voie ferrée au nord et le Boulevard Pie-IX à l’est.

## Histoire

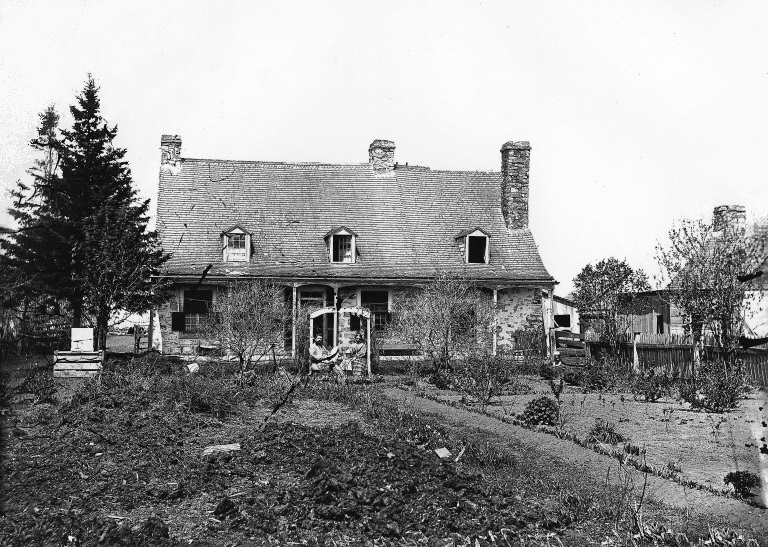
Ferme d'A. W. Ogilvie, chemin de la Côte-Saint-Michel, 1866

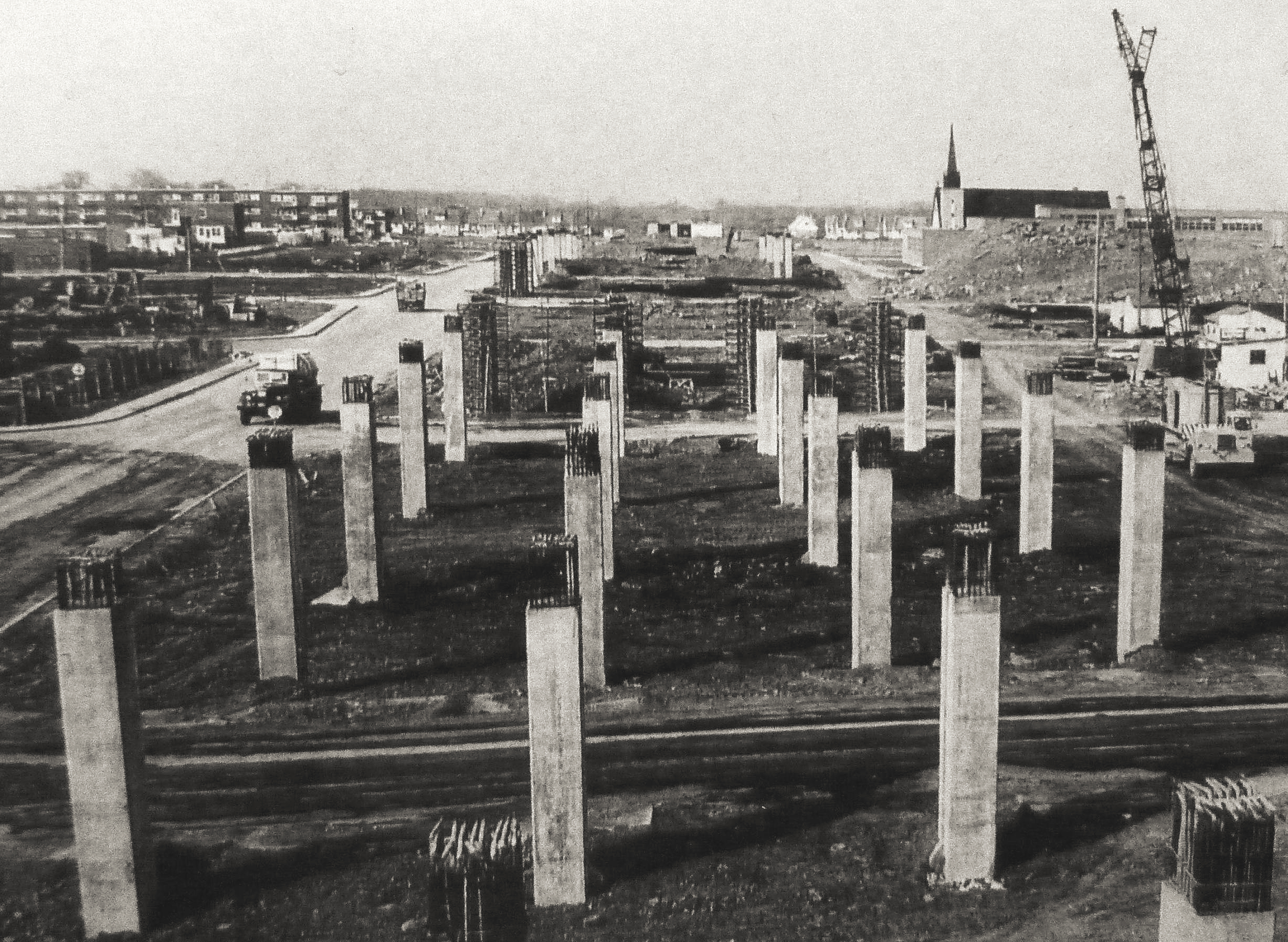
Construction de l'Autoroute Métropolitaine dans le quartier

Le quartier est nommé en l'honneur de la Côte Saint-Michel (et ensuite de la Montée Saint-Michel) nommée elle-même par les Sulpiciens en l'honneur de l'archange Michel. 
Dès 1707, c’est au carrefour du chemin de la Côte Saint-Michel et de la Montée Saint-Michel que l’on trouvait des forges, des carrières de pierres et des fours à chaux. De chaque côté des chemins s’étalaient de vastes terres agricoles.
La première paroisse s’établit en 1911. Entre 1946 et 1964, Saint Michel est caractérisé par une période d’expansion et de grande prospérité. La population de Ville Saint-Michel passe de 6 000 à 68 000 habitants. Le développement du secteur manufacturier ainsi que l’exploitation des carrières favorisent une forte croissance démographique. De plus en plus de familles québécoises et de diverses origines ethniques s’établissent dans la ville. Les paroisses se multiplient jusqu’en 1960. L’expansion de la ville se fait sans plan d’aménagement.
Dans les années 1960, les citoyens commencent à ressentir les effets d’un développement désordonné. Le voisinage entre les résidences et les carrières, la construction de l’autoroute Métropolitaine en 1959 et l’implantation de plusieurs manufactures rendent la vie de plus en plus pénible. En 1968, la Ville de Saint-Michel est annexée à la Ville de Montréal. Son territoire forme alors « le quartier Saint-Michel-Nord et un district électoral distinct connu et désigné sous le nom de Saint-Michel ». Le nom du quartier change pour devenir Saint-Michel en 1995 lorsque le règlement 95-205 divise la ville en 16 quartiers.
Dans les années 1980, la situation de l’emploi commence à être difficile pour plusieurs familles. On passe d’une population active à une population ayant recours de plus en plus à l’aide sociale. Le quartier Saint-Michel devient de plus en plus un territoire d’accueil pour plusieurs communautés culturelles.
Ce quartier multi-ethnique de Montréal fut marqué par la fermeture de deux employeurs importants, les carrières Miron et Francon qui couvrent une grande partie de son territoire. Toutefois, depuis l'installation de La Cité des Arts du Cirque (Tohu) sur le territoire de la carrière Miron et où se trouvent les activités du Cirque du Soleil, le quartier connaît un certain renouveau, avec en avant plan la vitalité de ses organismes communautaires, dont Mon Resto Saint-Michel et PARI St-Michel.

## Attraits

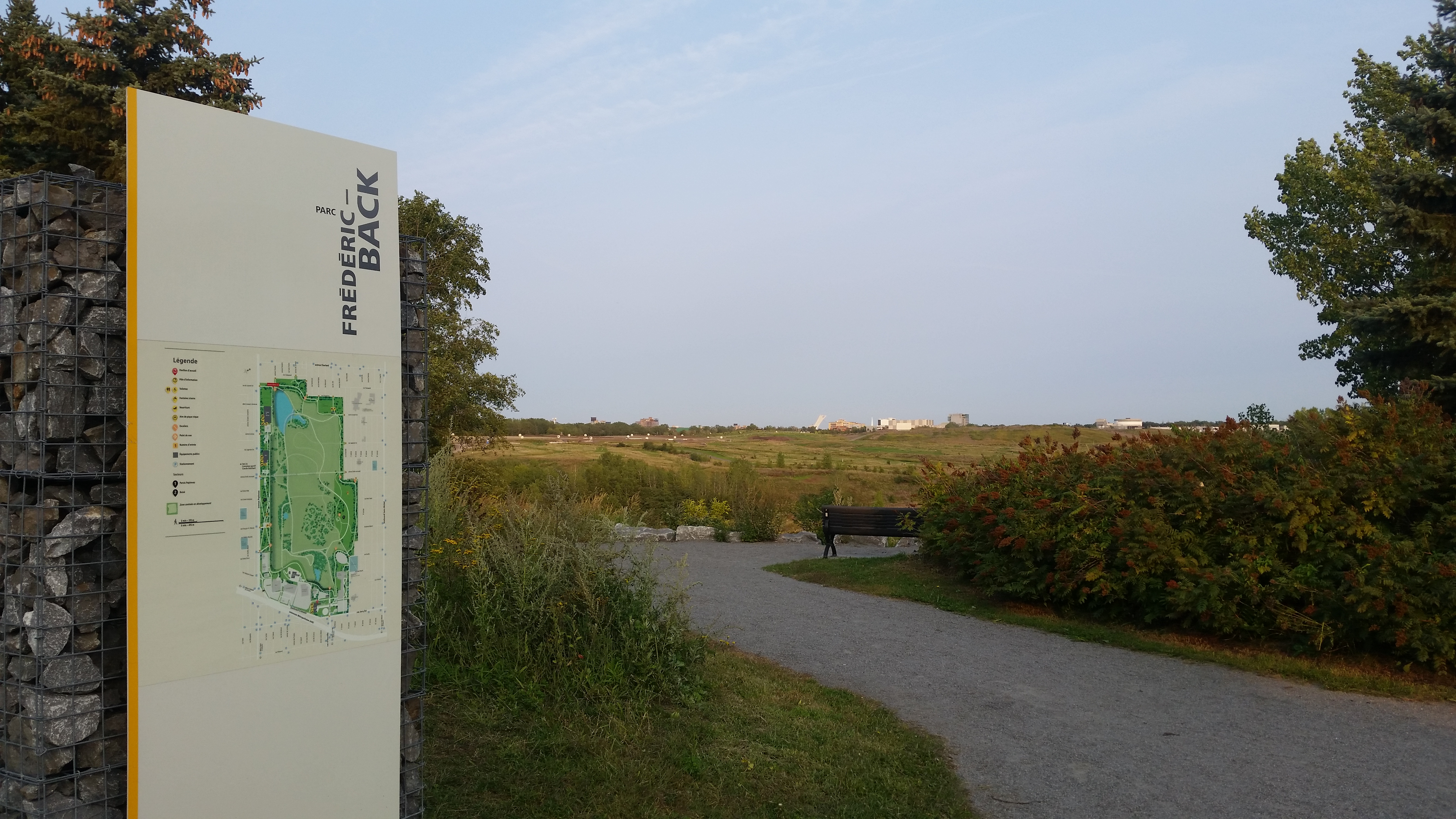
Parc Frédéric-Back, entrée nord, 2020

- La Carrière Miron
- La Cité des Arts du Cirque (Tohu)
- Le Cirque du soleil
- Bibliothèque de Saint-Michel
- Le Petit Maghreb
- Le parc Frédéric-Back
- Le Taz (planchodrome)

## Artères principales
- Autoroute Métropolitaine (tronçon de l'autoroute 40),
- Avenue Papineau,
- Boulevard Crémazie,
- Rue Jean-Talon,
- Boulevard Saint-Michel